# Bulinus canescens
Bulinus canescens е вид коремоного от семейство Planorbidae.

## Разпространение
Видът е разпространен в Ангола и Демократична република Конго.